# Шаар-ха-Голан
Шаар-ха-Голан (ивр. שַׁעַר הַגּוֹלָן‎) — кибуц у подножия Голанских высот в районе Иорданской долины на северо-востоке Израиля. Расположенный менее чем в 1 км от границы с Иорданией, он входит в состав регионального совета Эмек-ха-Ярден.

## История
Шаар-ха-Голан был основан 21 марта 1937 года членами молодёжного движения «Ха-шомер ха-цаир» из Чехословакии и Польши. Основатели встретились и объединились в команду в 1930 году в Ришон-ле-Ционе и назывались «Эйн-ха-Коре» до 1937 года, когда они основали кибуц как одно из поселений, построенных по методу «Стена и башня».
Во время битвы за Иорданскую долину в ходе Арабо-израильской войны 1948 года защитники Шаар-ха-Голан и соседнего кибуца Масада, выдержав первую сирийскую атаку и дальнейшие воздушные бомбардировки и обстрелы, отступили из-за отсутствия подкрепления. Кибуцы были захвачены и ненадолго удерживались сирийской армией, за это время они были разграблены и сожжены. Хотя жители вскоре вернулись в кибуц, они подверглись жёсткой критике за своё решение сдать кибуц противнику, но члены кибуца не оставляли попыток добиться общественного оправдания, в том числе обращаясь к данным обнародованных спустя многие годы военных архивов.

## Население
По данным Центрального статистического бюро Израиля, население на начало 2020 года составляло 543 человека.

## Экономика
Основным источником дохода является завод по производству изделий из пластика. В кибуце также выращивают бананы, авокадо и арбузы, а также содержат стадо молочных коров. Дополнительным сектором экономики кибуца является туризм: одной из достопримечательностей кибуца является музей ярмукской культуры, в котором представлены доисторические находки эпохи неолита, обнаруженные на берегах реки Ярмук.

## Археология
Во время раскопок в Шаар-ха-Голане была обнаружена деревня, которой более 8000 лет, и артефакты, в том числе первые керамические горшки для приготовления пищи, найденные на Земле Израиля. Эта неолитическая ярмукская деревня была заселена людьми, отказавшимися от кочевого образа жизни в пользу постоянного поселения, что ознаменовало переход от охоты и собирательства к сельскому хозяйству.

## Галерея

Шаар-ха-Голан, 1937
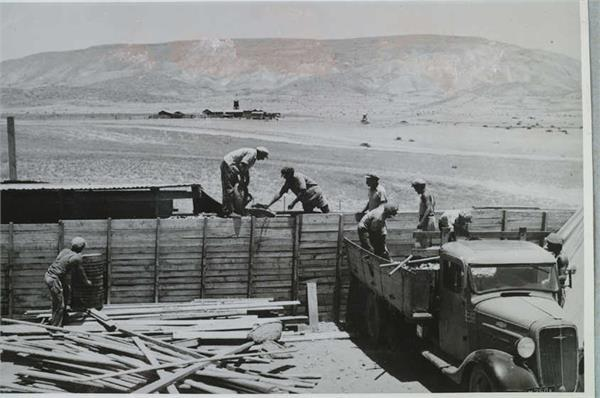
Вид на Шаар-ха-Голан из кибуца Масада
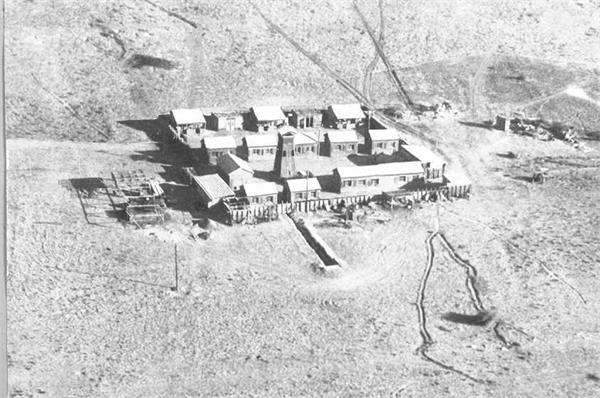
Шаар-ха-Голан
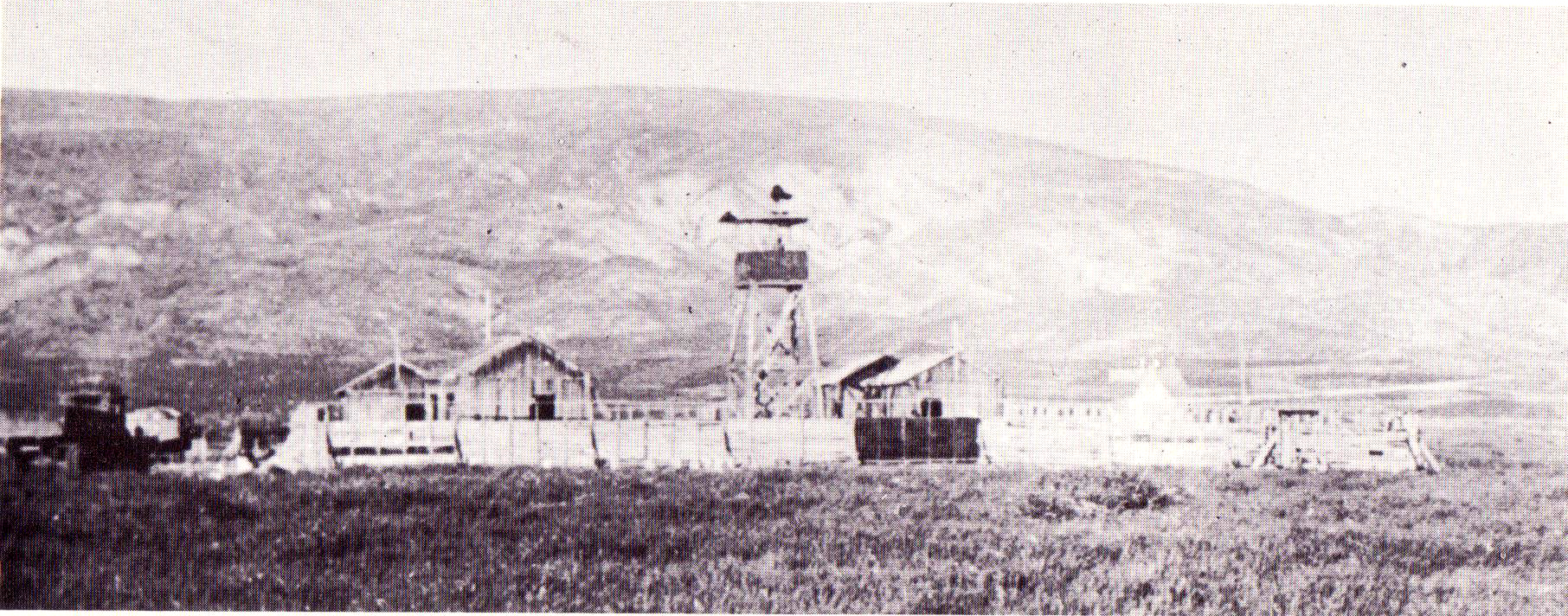
Шаар-ха-Голан
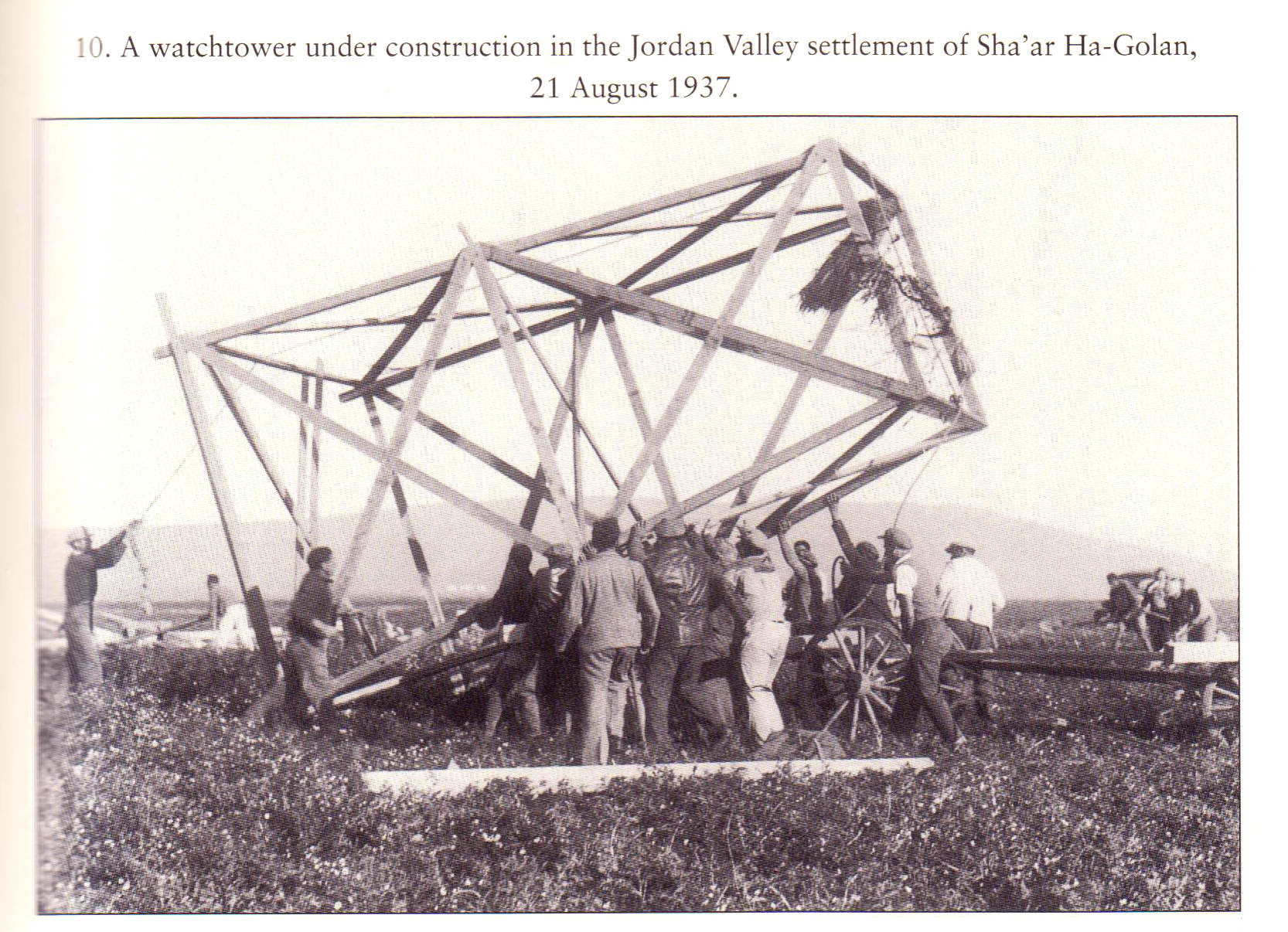
Сторожевая башня, возводимая в Шаар-ха-Голане, 21 августа 1937 года

Шаар-ха-Голан, 2010
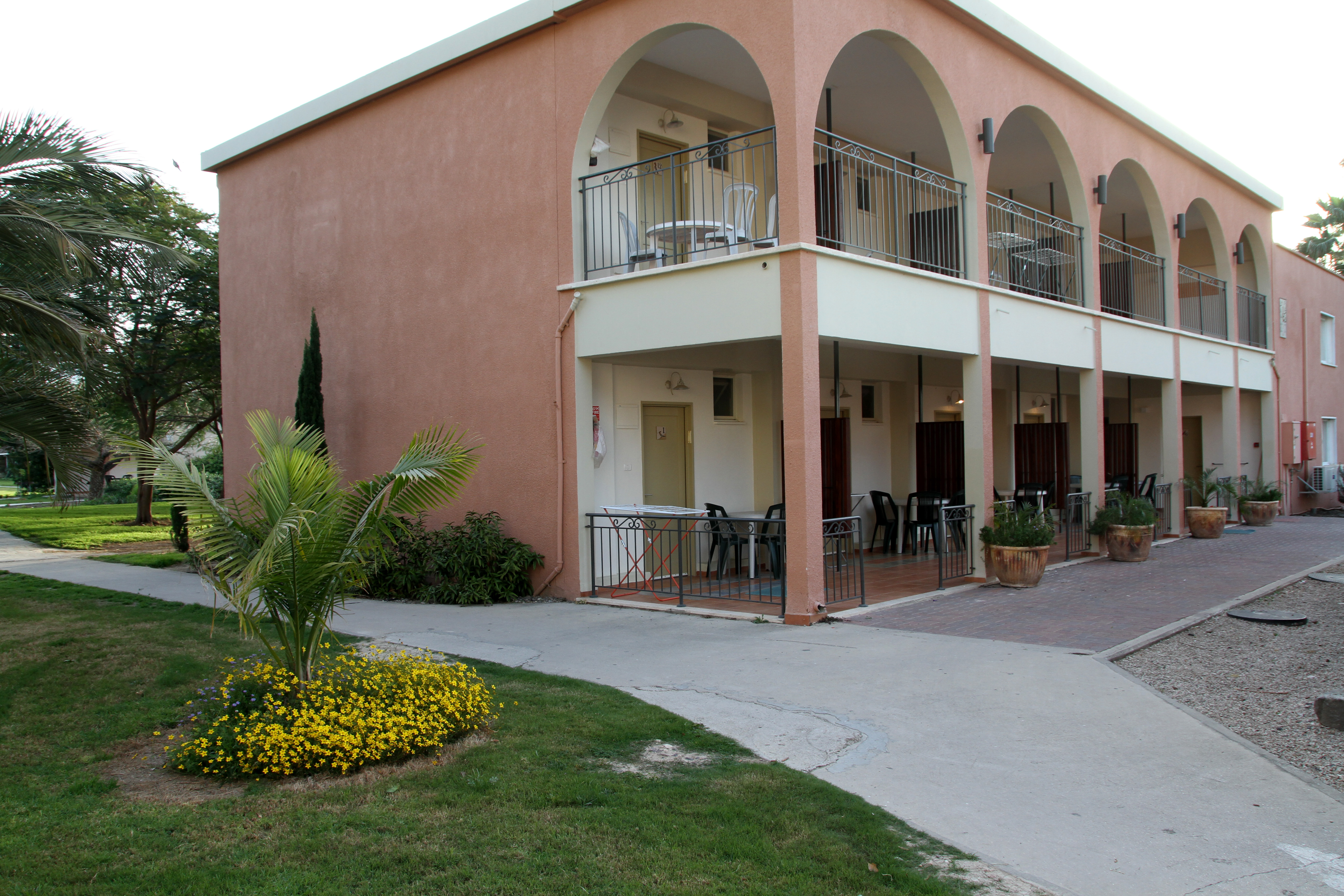
Гостиница
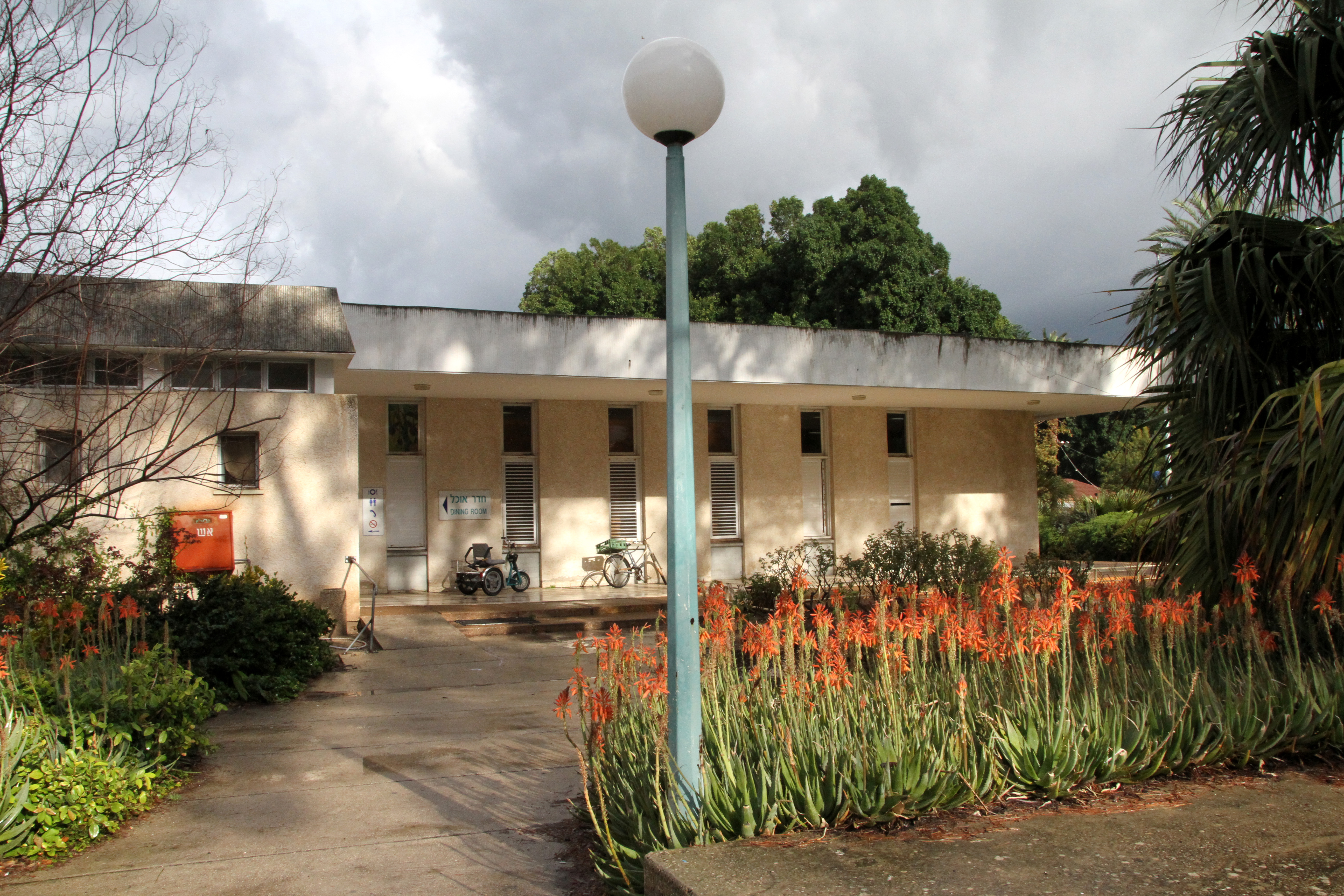
Столовая
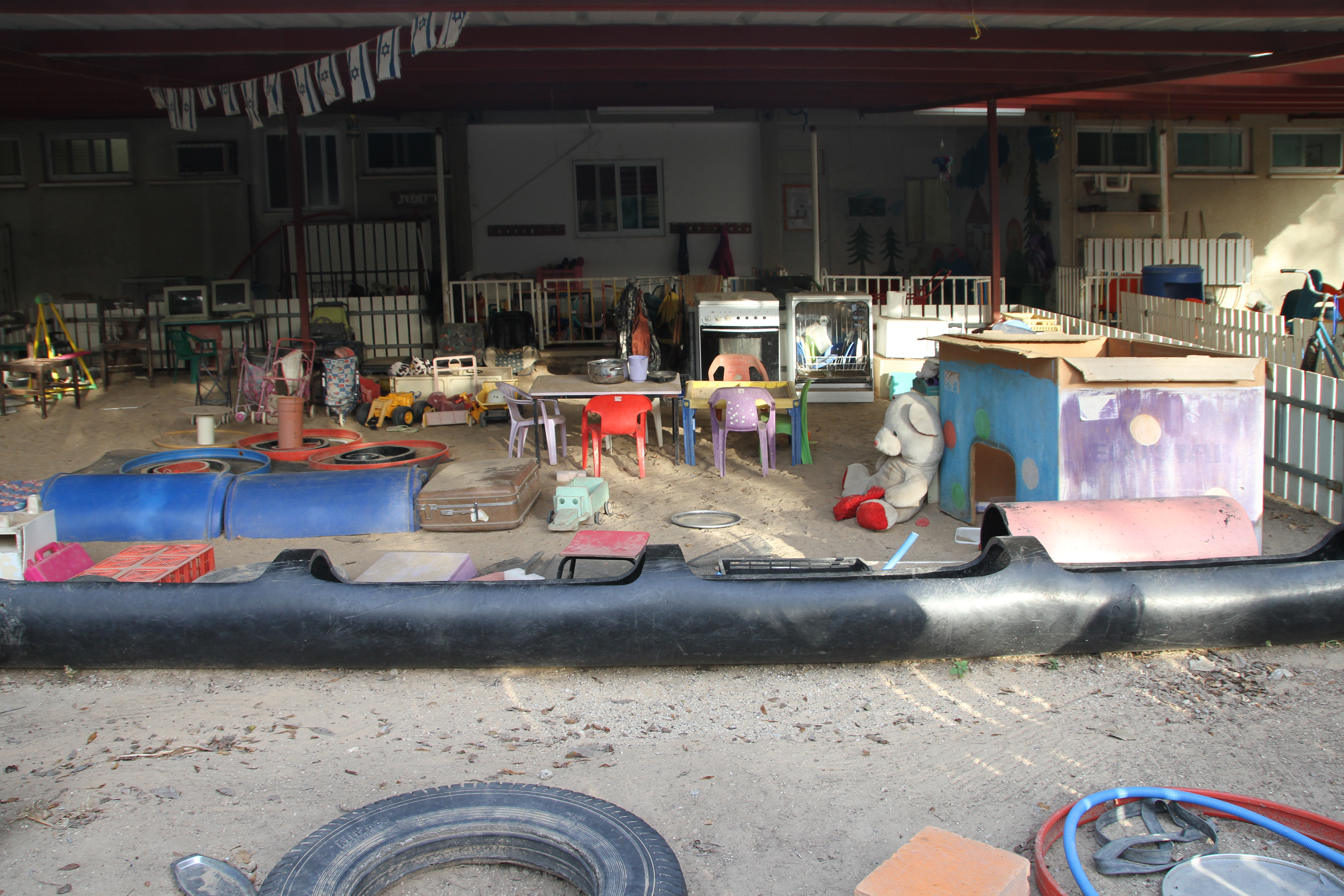
Детский сад
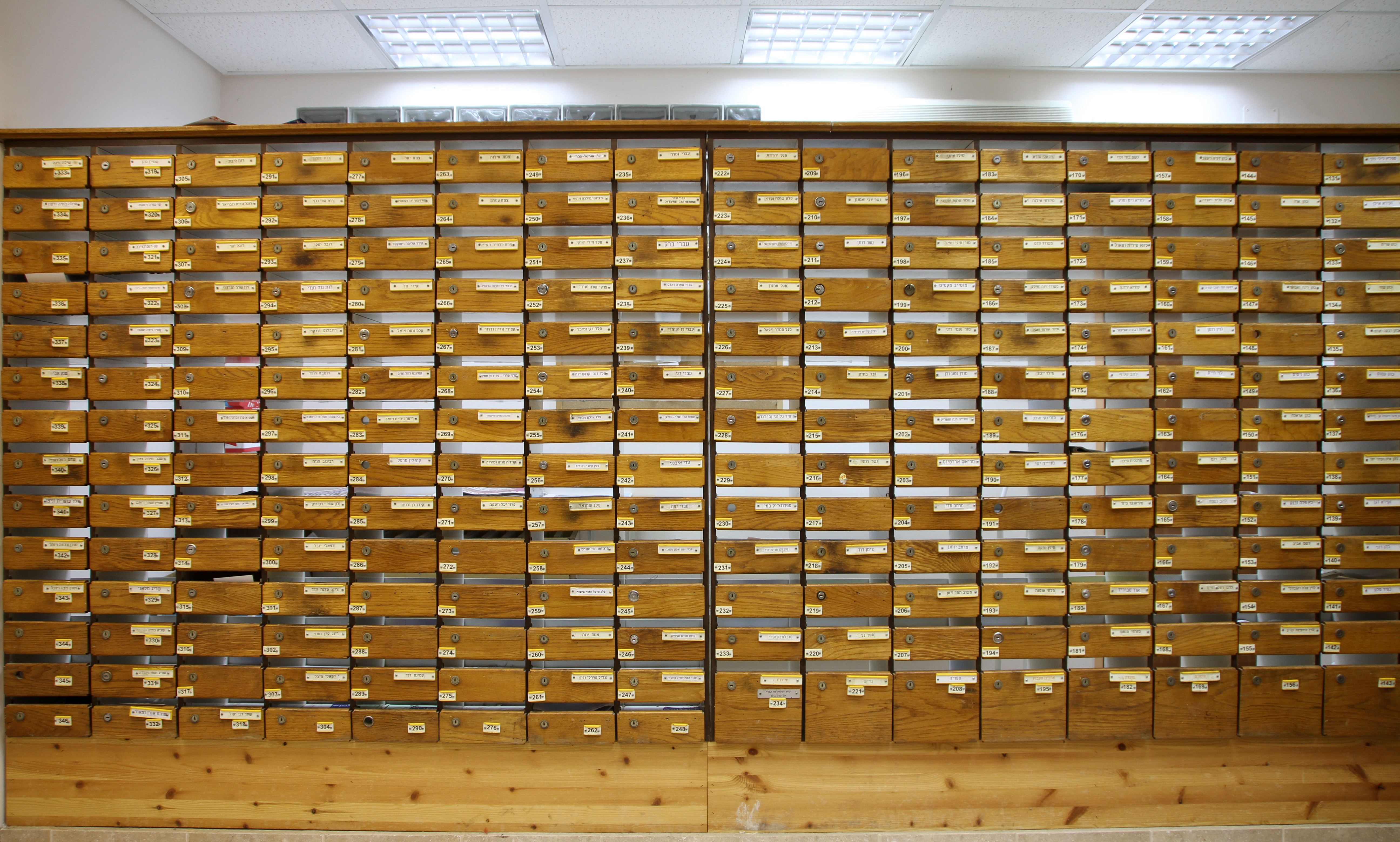
Почтовые ящики
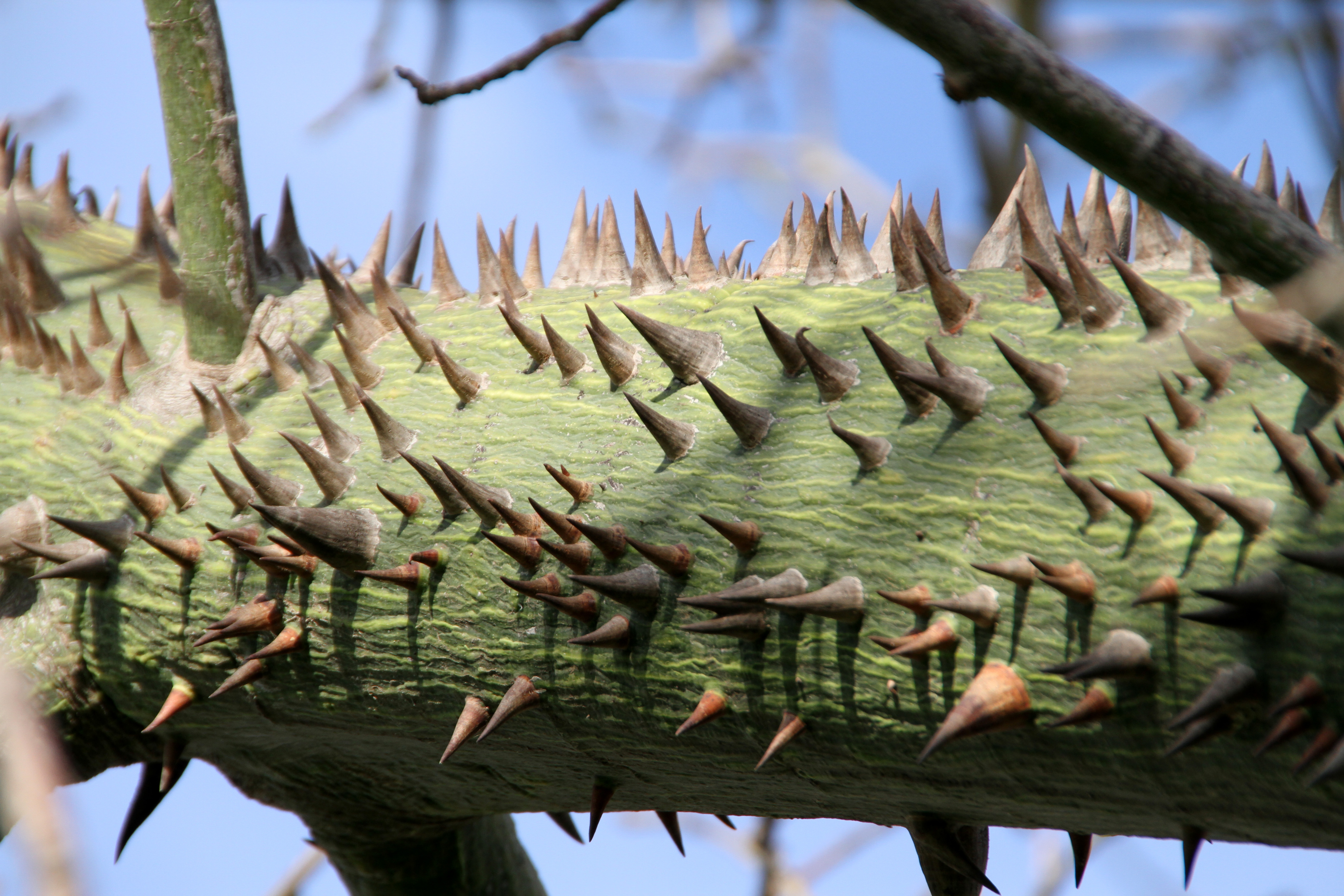
Сейба замечательная
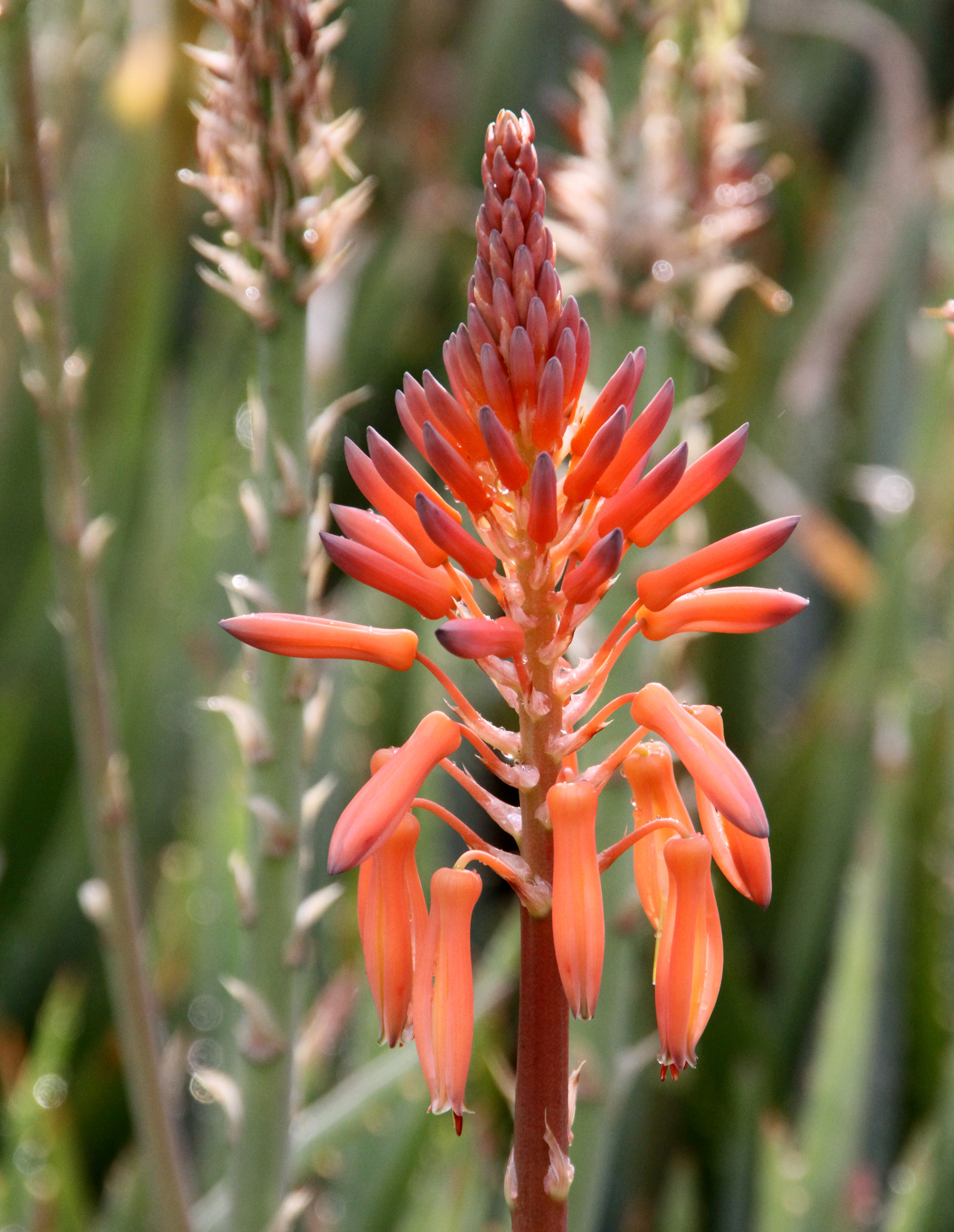
Алоэ
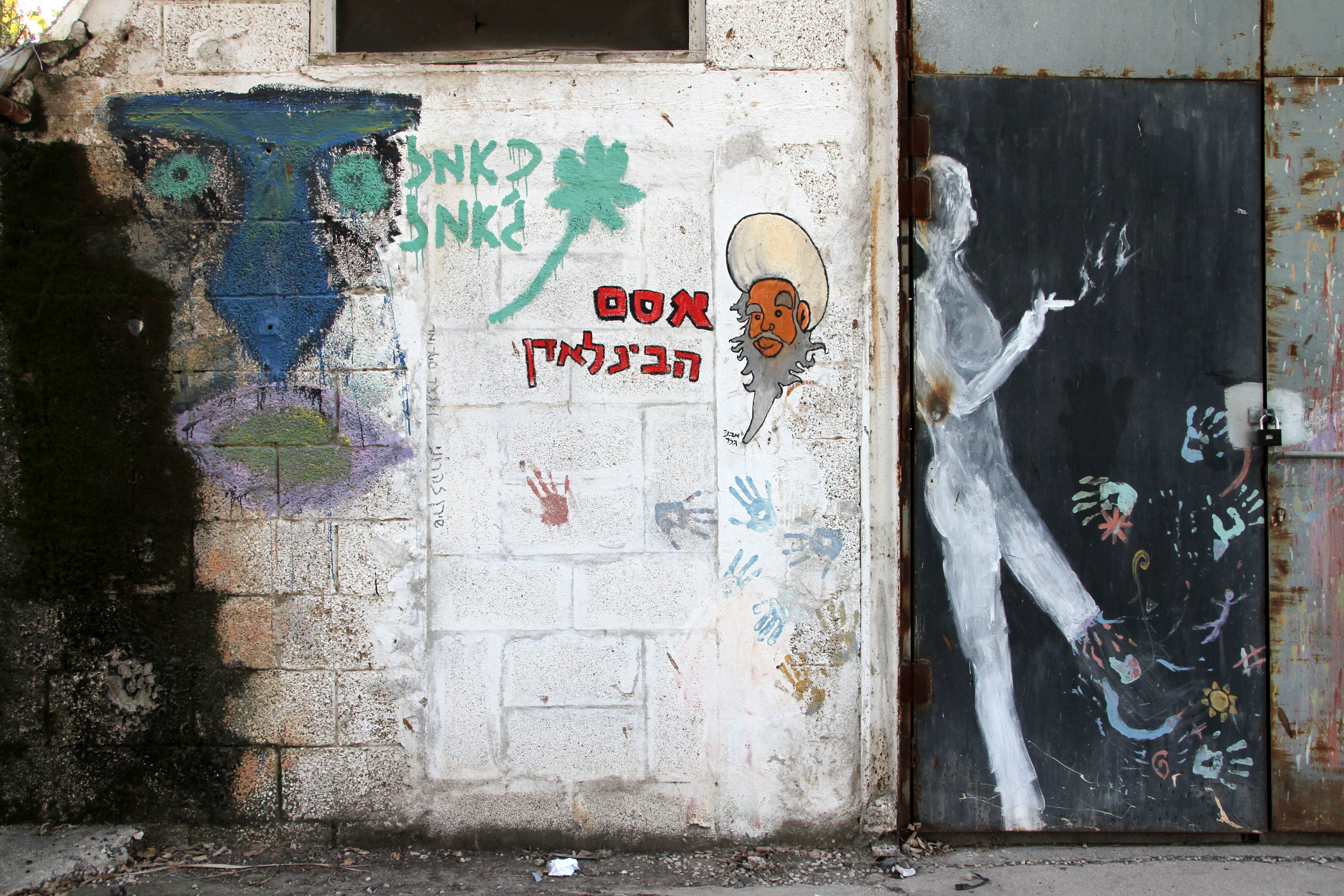
Произведение искусства
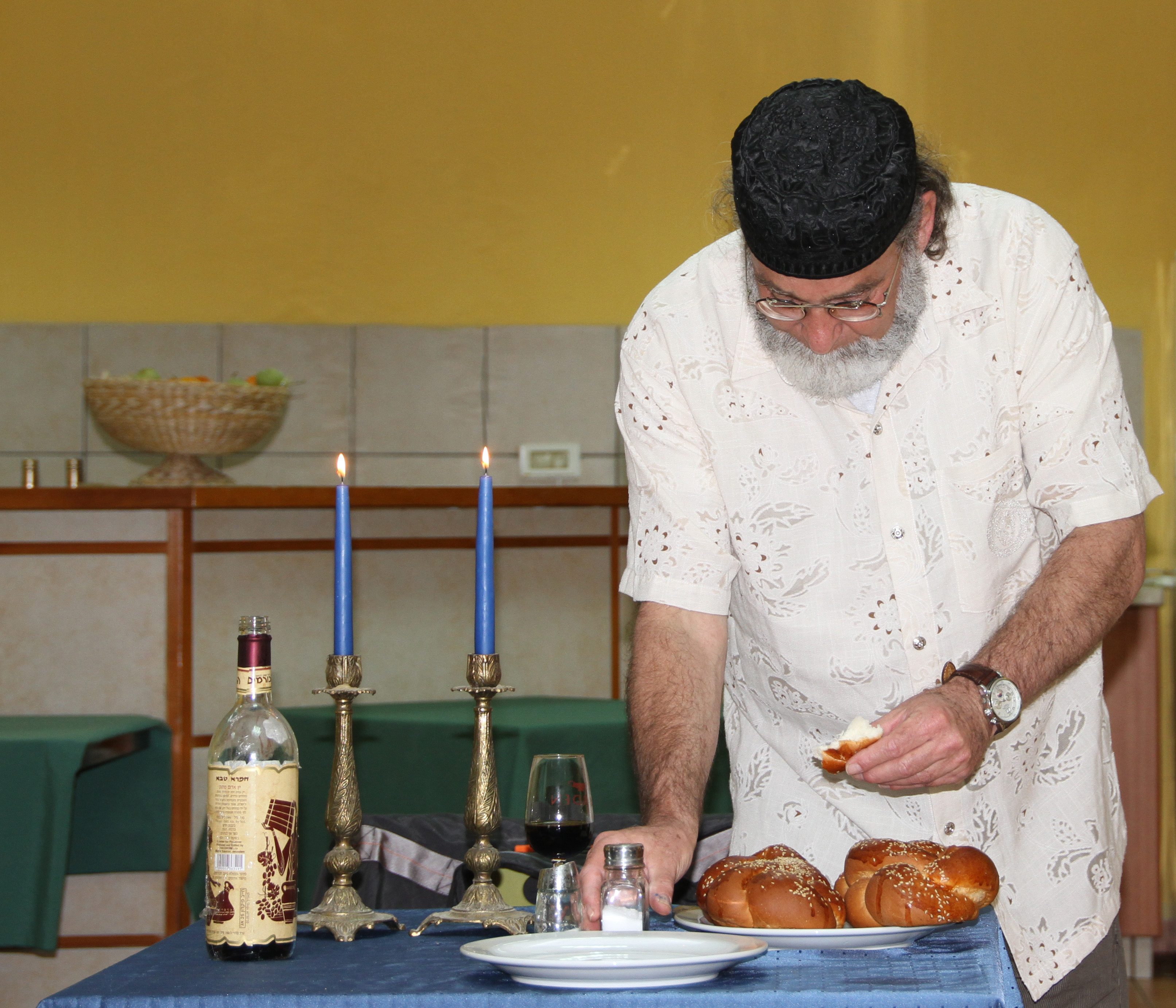
Празднование субботы